# 約納斯·比約克曼
約納斯·比約克曼（Jonas Björkman，1972年3月23日—），是已退役的瑞典職業網球運動員。比約克曼以發球上網為主，其既是一名單打好手，也在雙打賽場上有極為亮眼的成績。他在1997年的美網和2006年的溫網賽事上均打入四強，并且9次獲得大滿貫賽事的男子雙打冠軍。

## 外部連結
- 官方网站
- 約納斯·比約克曼（英文/西班牙文）的官方資料
- 約納斯·比約克曼的國際網球總會 職業／青少年 官方資料（英文）
- 約納斯·比約克曼的官方資料（英文）